# Plastic Memories
Plastic Memories (jap. プラスティック・メモリーズ Purasutikku memorīzu) – telewizyjny serial anime w reżyserii Yoshiyukiego Fujiwary na podstawie scenariusza Naotaki Hayashiego. Seria została wyprodukowana przez studio Doga Kobo, jej emisja zaś trwała od kwietnia do czerwca 2015.

## Fabuła
W niedalekiej przyszłości, w której ludzie żyją obok androidów wyglądających dokładnie jak ludzie, a także posiadających ludzkie emocje i pamięć, SAI Corporation, wiodący w branży producent androidów, wprowadza Giftię, zaawansowany model androida najbardziej zbliżony do człowieka. Jednakże posiadają one wadę, a mianowicie żywotność wynoszącą 81 920 godzin (około 9 lat i 4 miesiące), po przekroczeniu której, z powodu wady technologii produkcji, androidy zaczynają działać nieprawidłowo i muszą zostać natychmiast wycofane, zanim staną się „wędrowcami”, jednostkami działającymi wyłącznie w oparciu o instynkt, które nie są już w stanie rozpoznać swoich właścicieli. W związku z tym powołano odpowiednie służby, których zadaniem jest odbieranie właścicielom Giftii, które są bliskie końca ich żywotności, i wymazywanie im wspomnień. Aby wykonać to zadanie, pracownicy usług terminalowych pracują w zespołach składających się z człowieka (zwanego „obserwatorem”) i Giftii (zwanej „strzelcem”).
Historia opowiada o Tsukasie Mizugakim i Giftii imieniem Isla, którzy pracują w usługach terminalowych i są odpowiedzialni za odzyskiwanie androidów, których żywotność dobiega końca. Z czasem ich relacja rozwija się, a oboje zakochują się w sobie, jednak okazuje się, że Isla jest już u kresu swojego życia.

## Bohaterowie

### Terminal Service One
- Tsukasa Mizugaki (jap. 水柿 ツカサ Mizugaki Tsukasa)

Seiyū: Yasuaki Takumi 
18-letni chłopak, który nie zdał egzaminów wstępnych na studia z powodu problemów zdrowotnych. Dzięki rekomendacji ojca udaje mu się dostać pracę w Terminal Service One, chociaż początkowo nie wie, jakie są obowiązki tego działu. Zostaje przydzielony jako obserwator Isli i wkrótce przywiązuje się do niej, nie wiedząc, że ta jest u kresu życia. Po poznaniu prawdy, odmawia porzucenia Isli pozostając w ten sposób jej partnerem i wreszcie uświadamiając sobie, że ją kocha.
- Isla (jap. アイラ Aira)

Seiyū: Sora Amamiya 
Giftia o wyglądzie pięknej młodej dziewczyny z długimi srebrnymi włosami związanymi w dwa kucyki. Ma tendencję do potykania się i upadania na przedmioty, sprawiając, że ludzie wokół niej czują ulotność życia. Jest weteranką w departamencie i kiedyś była partnerką Kazuki jako jej strzelec. Jednak pewien czas temu został usunięta z czynnej służby i ograniczyła się do serwowania herbaty kolegom. Po przybyciu Tsukasy została przydzielona mu jako jego partnerka, mimo że zostało jej tylko 2000 godzin życia.
- Michiru Kinushima (jap. 絹島 ミチル Kinushima Michiru)

Seiyū: Chinatsu Akasaki 
17-letnia pracownica SAI Terminal Service One, która została zatrudniona przez firmę rok przed Tsukasą. Stopniowo zdaje się rozwijać uczucia wobec Tsukasy, chociaż nie chce tego przyznać. Została wychowana przez Giftię, dlatego czuje współczucie dla „dzieci androidów”, ludzi, którzy zostali wychowani przez Giftie lub inne androidy. Próbowała chronić swojego opiekuna przed odzyskaniem, przez co ten stał się „wędrowcem”, a później został zastrzelony przez członków prywatnej firmy ochroniarskiej R. Security, co spowodowało jej długotrwałą nienawiść do nich. Doświadczenie to sprawiło, że dołączyła do Terminal Service One.
- Zack (jap. ザック Zakku)

Seiyū: Sayuri Yahagi 
Giftia o wyglądzie wysokiej klasy młodzieńca. Jest strzelcem Michiru. Uwielbia dokuczać ludziom wokół siebie i odkrywać ich najskrytsze tajemnice.
- Kazuki Kuwanomi (jap. 桑乃実 カヅキ Kuwanomi Kazuki)

Seiyū: Megumi Toyoguchi 
Szefowa Tsukasy w SAI Terminal Service One i była obserwatorka Isli. Bardzo chroni swoją byłą partnerkę, będąc wręcz przerażającą dla swoich współpracowników. Zdaje się mieć słabość do alkoholu. Straciła nogę w wyniku próby odzyskania ojca Michiru trzy lata temu.
- Constance (jap. コンスタンス Konsutansu)

Seiyū: Satoshi Hino 
Giftia i obecny strzelec Kazuki. Znany jest ze swojej łagodnej osobowości.
- Yasutaka Hanada (jap. 縹 ヤスタカ Hanada Yasutaka)

Seiyū: Kenjirō Tsuda 
Doświadczony pracownik SAI Terminal Service One, który pracuje dla firmy od dziesięciu lat. Ma luźne podejście i jest pozbawiony motywacji.
- Sherry (jap. シェリー Sherī)

Seiyū: Aimi Terakawa 
Giftia będąca strzelcem wyborowym Yasutaki. Ma poważną osobowość i wygląd karierowiczki. Ma tendencję do irytowania się postawą swojego partnera i tym, że czasami nie pojawia się on w pracy. Kiedy jest rozgniewana, potrafi być równie przerażająca jak Kazuki.
- Ren Kawarake (jap. 土器 レン Kawarake Ren)

Seiyū: Shinnosuke Ogami 
Pracownik Terminal Service One. Jest opisywany przez Zacka jako „gryzipiórek”.
- Eru Miru (jap. 海松 エル Miru Eru)

Seiyū: Sumire Uesaka 
Inżynierka w zespole konserwatorów Giftii, która pracuje w branży od zaledwie dwóch lat. Jest również maniaczką androidów, która szczególnie uwielbia Islę. Jej przyjaciółka, Giftia o imieniu Olivia, została odzyskana kilka lat temu, ale jej system został zastąpiony i teraz wiedzie nowe życie jako Andie, ku początkowej konsternacji Eru.
- Takao Yamanobe (jap. 山野辺 タカオ Yamanobe Takao)

Seiyū: Nobuo Tobita 
Kierownik sekcji SAI Terminal Service One. Pierwotnie zajmował się sprzedażą, w związku z czym nie ma żadnego doświadczenia w swojej obecnej pracy. Zdaje się mieć problemy w komunikacją z córką.
- Mikijiro Tetsuguro (jap. 鉄黒 ミキジロウ Tetsuguro Mikijirō)

Seiyū: Mitsuaki Hoshino 
Przełożony Eru i kierownik sali testów jednostkowych, który ma za zadanie mierzyć parametry fizyczne Giftii.

### Inni
- Chizu Shirohana (jap. 白花 チヅ Shirohana Chizu)

Seiyū: Reiko Suzuki 
Surowa starsza kobieta, która wychowywała Ninę, Giftię pełniącą rolę jej zastępczej wnuczki.
- Nina (jap. ニーナ)

Seiyū: Misaki Kuno 
Giftia wychowana przez Chizu.
- Souta Wakanae (jap. 若苗 ソウタ Wakanae Sōta)

Seiyū: Misato Fukuen 
Dziecko wychowywane przez Marcię, Giftię należącą do jego rodziny. Dowiedziawszy się o rychłym odzyskaniu Marci, zaczyna być wobec niej oschły i zachowywać się tak, jakby nie obchodziło go jej odejście. Później jednak, dzięki radom Tsukasy, Isli i Michiru, godzi się ze swoimi prawdziwymi uczuciami.
- Marcia (jap. マーシャ Māsha)

Seiyū: Mamiko Noto 
Giftia, która wychowała Soutę, pełniąc rolę jego starszej siostry.
- Shinonome (jap. 東雲)

Seiyū: Kenta Miyake 
Członek R. Security, mający za zadanie polować na Giftie, które upłynięciu ich żywotności zmieniają się w wędrowców.
- Andie (jap. アンディ Andi)

Seiyū: Mikako Komatsu 
Strzelec z biura Terminal Service No. 3. Niegdyś była Olivią, sąsiadką i przyjaciółką Eru, ale została odzyskana przez usługi terminalowe. Jednak z powodu cięć budżetowych jej system został wymieniony, a ona sama użyta ponownie pod obecnym imieniem.
- Antonio Horizon (jap. アントニオ・ホリゾン)

Seiyū: Hiroshi Naka 
Szef mafii, do którego należy Sarah. Z czasem polubił ją i zdał sobie sprawę, że jego styl życia uniemożliwia jej prowadzenie normalnego życia, dlatego szukał dla niej towarzysza zabaw.
- Sarah (jap. サラ Sara)

Seiyū: Ayahi Takagaki 
Giftia, która pracowała dla Antonio jako jego ochroniarz. Dwójka stała się sobie bliska, a ona sama przyjęła również rolę zastępczej wnuczki Antonia.

## Anime
13-odcinkowy telewizyjny serial anime został wyprodukowany przez studio Doga Kobo i wyreżyserowany przez Yoshiyukiego Fujiwarę. Scenariusz do serii napisał Naotaka Hayashi, a muzykę skomponował Masaru Yokoyama. Oryginalne projekty postaci zostały stworzone przez Okiurę, a Chiaki Nakajima dostosowała je następnie do animacji. Tła zostały wykonane przez Atelier Rourke 07, Gachi Production i Nara Animation. Seria była emitowana od 5 kwietnia do 28 czerwca 2015 w stacji Tokyo MX, a później także w GYT, GTV, ABC, GBS, MTV, BS11 i AT-X. Motywem otwierającym jest „Ring of Fortune” autorstwa Eri Sasaki, kończącym zaś „Asayake no Starmine” (jap. 朝焼けのスターマイン) w wykonaniu Asami Imai. Prawa do streamingu anime nabył Crunchyroll.

### Lista odcinków
| №  | Tytuł                                                                                            | Premiera         |
| -- | ------------------------------------------------------------------------------------------------ | ---------------- |
| 1  | The First Partner Hajimete no pātonā (はじめてのパートナー)                                      | 5 kwietnia 2015  |
| 2  | Don’t Want to Cause Trouble Ashi o hipparitakunai node (足を引っ張りたくないので)                | 12 kwietnia 2015 |
| 3  | We’ve Just Started Living Together Dōsei hajimemashita (同棲はじめました)                        | 19 kwietnia 2015 |
| 4  | I Just Don’t Know How to Smile Umaku waraenakute (うまく笑えなくて)                              | 26 kwietnia 2015 |
| 5  | The Promise I Wanted to Keep Mamoritakatta yakusoku (守りたかった約束)                           | 3 maja 2015      |
| 6  | Welcome Home the Both of Us Futari de, okaeri (2人で、おかえり)                                  | 10 maja 2015     |
| 7  | How to Ask Her Out Jōzuna dēto no sasoi-kata (上手なデートの誘い方)                              | 17 maja 2015     |
| 8  | The Fireworks I’ve Never Seen Shiranai hanabi (知らない花火)                                     | 24 maja 2015     |
| 9  | After the Festival Matsuri no ato (祭りの後)                                                     | 1 czerwca 2015   |
| 10 | No Longer Partners Mō, pātonā janai (もう、パートナーじゃない)                                   | 7 czerwca 2015   |
| 11 | Rice Omelette Day Omuraisu no hi (オムライスの日)                                                | 14 czerwca 2015  |
| 12 | Filling Up with Memories Omoide ga umatte kimasu (想い出が埋まってく)                            | 21 czerwca 2015  |
| 13 | I Hope One Day, You’ll Be Reunited Itsuka mata meguriaemasu yō ni (いつかまた巡り会えますように) | 28 czerwca 2015  |

## Manga
Spin-off w formie mangi zilustrowanej przez Yūyū, zatytułowany Plastic Memories: Say to Good-bye (jap. プラスティック・メモリーズ Say to good-bye), ukazywał się na łamach magazynu „Dengeki G’s Comic” wydawnictwa ASCII Media Works od czerwca 2015 do lipca 2016. Pierwszy tom tankōbon, zawierający rozdziały opublikowane przed wydaniem w magazynie, ukazał się 27 kwietnia 2015. Ostatni tom został wydany 27 września 2016.
| Nr | Data wydania (język japoński) | ISBN (język japoński)  |
| -- | ----------------------------- | ---------------------- |
| 1  | 27 kwietnia 2015              | ISBN 978-4-04-865084-7 |
| 2  | 27 listopada 2015             | ISBN 978-4-04-865529-3 |
| 3  | 27 września 2016              | ISBN 978-4-04-892167-1 |

## Gra komputerowa
13 października 2016 wydano grę komputerową na konsolę PlayStation Vita, która została opracowana przez 5pb. i należy do gatunku powieści wizualnych.